# کو ویلمس
کو ویلمس (هلندی: Ko Willems; ۲۷ اکتبر ۱۹۰۰ – ۲۸ سپتامبر ۱۹۸۳) دوچرخه‌سوار اهل هلند بود.
وی در مسابقات کشوری و بین‌المللی در مجموع برندهٔ ۱ مدال طلا شده‌است.